# Святая Калеподия
Калеподия — святая мученица Римская, дева. День памяти — 24 августа.
О жизни святой Калеподии, девы и мученицы почти ничего не известно. Как выясняется, единственным местом для почитания святой является Канале-Монтерано, городка с населением около четырех тысяч человек, расположенный в северной части столичного региона Рима память святой  ежегодно отмечается вместе с его другим святым покровителем, святым апостолом Варфоломеем. Почитание восходит к началу 1600-х годов, когда приходу были дарованы реликвии святой.
Недавнее исследование, проведенное местным историком Франческо Стефани, восстановило её образ.
Святая Калеподия была молодой, образованной римлянкой из благородной семьи. Несмотря на имевшиеся привилегии, она, будучи очень молодой, приняла христианство, жестоко подавляемое имперской властью. Просветленная Святым Духом, Который даровал ей апостольские мудрость, ум,  крепость, благочестие и страх Божий, она посвятила свою короткую жизнь проповеди Евангелия верующим и распространению Благой Вести среди язычников. По этим причинам она была арестована и предстала перед судьями. Она отказалась отречься и решительно поддержала свою веру перед палачами. Она была избита и казнена.
Его тело было помещено на кладбище Присциллы на Виа Салария, одной из старейших и самых обширных катакомб Вечного города. Его могила стала местом почитания, перед которым верующие общины молились и совершали евхаристическую литургию.
Однако, в отличие от многих известных мучеников, почитание святой не выходило за узкие границы, в которых он образовался, не доходил до других общин империи.
Её гробница была вновь открыта много веков спустя, в конце 500-х годов, когда посланные папой римским рабочие снова посетили древнюю катакомбу Присциллы, которая в значительной степени рухнула. Там были обнаружены и идентифицированы по надгробию останки святой Калеподии. На нём рядом с именем девы и мученицы были христианские символы и эпитафия, указывающая на ее миссионерскую деятельность.
Эти священные останки были подарены монахам-камальдулам, которые перевезли их в свой монастырь на Руа-Делле-Брегонце на холмах Виченцы.
Частицы мощей святой также были подарены другим церквям, в том числе — маленькой церкви в Канале-Монтерано, к северу от Рима.
Тамошние жители с удовлетворением приветствовали священную реликвию. 
Первоначально празднование было установлено в день Пятидесятницы, чтобы отметить её отважную миссионерскую деятельность. Была изготовлена красивая деревянная статуя, которая до сих пор остаётся единственным известным представлением её образа. Позже праздник был объединен с днём святого Варфоломея.